# John Duttine
John Duttine est un acteur britannique né le 15 mars 1949 à Barnsley (Royaume-Uni).

## Filmographie
- 1973 : A Pin to See the Peepshow (TV) : Leonard Carr
- 1974 : The Nine Tailors (feuilleton TV) : Walter Pratt
- 1974 : Rooms (série télévisée)
- 1977 : People Like Us (feuilleton TV) : Archie Carver
- 1977 : Spend Spend Spend (TV) : Keith Nicholson
- 1977 : Jésus de Nazareth (feuilleton TV) : Jean l'évangéliste
- 1978 : La Couronne du diable ("The Devil's Crown") (série télévisée) : John
- 1978 : Wuthering Heights (en) (feuilleton TV) : Hindley Earnshaw
- 1979 : The Mallens (série télévisée) : Donald Radlet
- 1980 : To Serve Them All My Days (feuilleton TV) : David Powlett-Jones
- 1981 : Psy-Warriors (TV)
- 1981 : The Day of the Triffids (TV) : Bill Masen
- 1982 : Commando (Who Dares Wins) : Rod Walker
- 1983 : L'Espace d'une vie ("A Woman of Substance") (feuilleton TV) : Joe Lowther
- 1983 : The Intercessor (TV) : Garvin
- 1983 : The Outsider (série télévisée) : Frank Scully
- 1984 : Lame Ducks (série télévisée) : Brian Drake
- 1987 : A Killing On the Exchange (feuilleton TV) : Det. Supt. Lance Thorne
- 1987 : Imaginary Friends (feuilleton TV) : Roger Zimmern
- 1989 : A Master of the Marionettes (TV) : Tim
- 1992 : Talking to Strange Men (TV) : John Creevey
- 1993 : The Hawk : John
- 1994 : Ain't Misbehavin' (série télévisée) : Dave Drysdale
- 1995 : Out of the Blue (série télévisée) : D.I. Eric Temple
- 1995 : Taggart: Devil's Advocate (TV) : QC Robert Stirling
- 1998 : Touching Evil II (feuilleton TV) : Michael Hawkins
- 2000 : This Is Personal: The Hunt for the Yorkshire Ripper (TV) : Det. Chief Supt. Jim Hobson
- 2001 : Sweet Revenge (TV) : Police Inspector
- 2002 : The Jury (feuilleton TV) : Mark Waters
- 2002 : Dalziel and Pascoe: For Love Nor Money (TV) : Danny Macer
- 2003 : The Inspector Lynley Mysteries: A Suitable Vengeance (TV) : John Penellin
- 2005 : Jane Hall's Big Bad Bus Ride (série télévisée) : Gareth Hall
- 1992 : Heartbeat (série télévisée) : Sergeant George Miller (2005-)